# آلونزو بردلی
آلونزو بردلی (انگلیسی: Alonzo Bradley؛ زادهٔ ۱۶ اکتبر ۱۹۵۳) بازیکن بسکتبال اهل ایالات متحده آمریکا است.
از باشگاه‌هایی که در آن بازی کرده است می‌توان به هیوستون راکتس اشاره کرد.